# Cyathea camerooniana
Cyathea camerooniana är en ormbunkeart som beskrevs av William Jackson Hooker. Cyathea camerooniana ingår i släktet Cyathea och familjen Cyatheaceae.

## Underarter
Arten delas in i följande underarter:
- C. c. aethiopica
- C. c. congi
- C. c. currorii
- C. c. occidentalis
- C. c. ugandensis
- C. c. zenkeri